# أنخيل إسكوبار
أنخيل إسكوبار (بالإسبانية: Ángel Escobar)‏ هو لاعب كرة قاعدة كولومبي، ولد في 12 مايو 1965 في ولاية فارغاس في فنزويلا.

## وصلات خارجية
- أنخيل إسكوبار على موقعبيزبول رفرنس.كوم (الدوري الرئيسي) (الإنجليزية)
- أنخيل إسكوبار على موقعبيزبول رفرنس.كوم (الدوري الثانوي) (الإنجليزية)